# Качарава Важа Соломонович
Важа Соломонович Качарава (нар. 2 січня 1937, Тбілісі) — грузинський радянський волейболіст, гравець збірної СРСР (1963-1967). Олімпійський чемпіон 1964, володар Кубка світу 1965, чемпіон Європи 1967. Нападник. Заслужений майстер спорту СРСР (1968).

## Біографія
Виступав за команди: «Буревісник» (Тбілісі), з 1964 «Динамо» (Москва). Бронзовий призер чемпіонату СРСР 1965. У складі збірної Москви срібний призер союзної першості Спартакіади народів СРСР 1967. У складі збірної Грузинської РСР бронзовий призер чемпіонату СРСР та Спартакіади народів СРСР, 1963.
У збірній СРСР в офіційних змаганнях виступав у 1963-1967 роках. У її складі став олімпійським чемпіоном 1964, бронзовим призером чемпіонату світу 1966, переможцем розіграшу Кубка світу 1965, чемпіоном Європи 1967 і бронзовим призером європейської першості 1963.
По закінченні спортивної кар'єри працював тренером. Член КПРС з 1975 року. У 1973-1981 — головний тренер московського МВТУ. Крім роботи в клубі, Качарава також був тренером молодіжної збірної Грузинської РСР (1976-1977), тренером збірної СРСР (1977), а також головним тренером дорослої збірної Грузинської РСР, а згодом і національної збірної Грузії (1984-1994).

## Державні нагороди
- Президентський орден Сяйво (Грузія, 2018)[1]

## Джерело
- Волейбол: Енциклопедія / Упоряд. Ст. Л. Свиридов, О. С. Чехів.  — Томськ: Компанія «Янсон», 2001.
- Качарава Важа Соломонович // Олімпійська енциклопедія / Павлов С. П..  — М: Радянська енциклопедія, 1980.  — 415 с.